# インディアン斥候隊

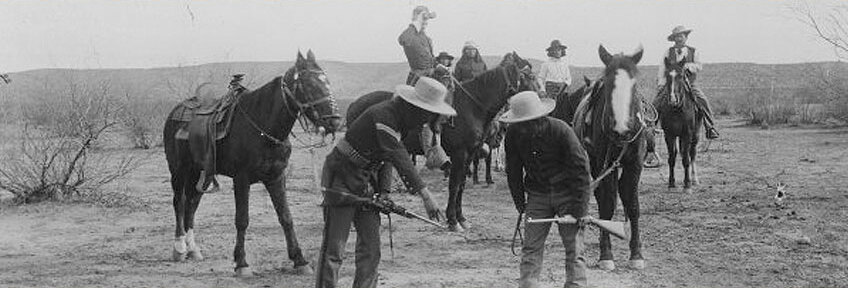
偵察を行う白人とインディアン

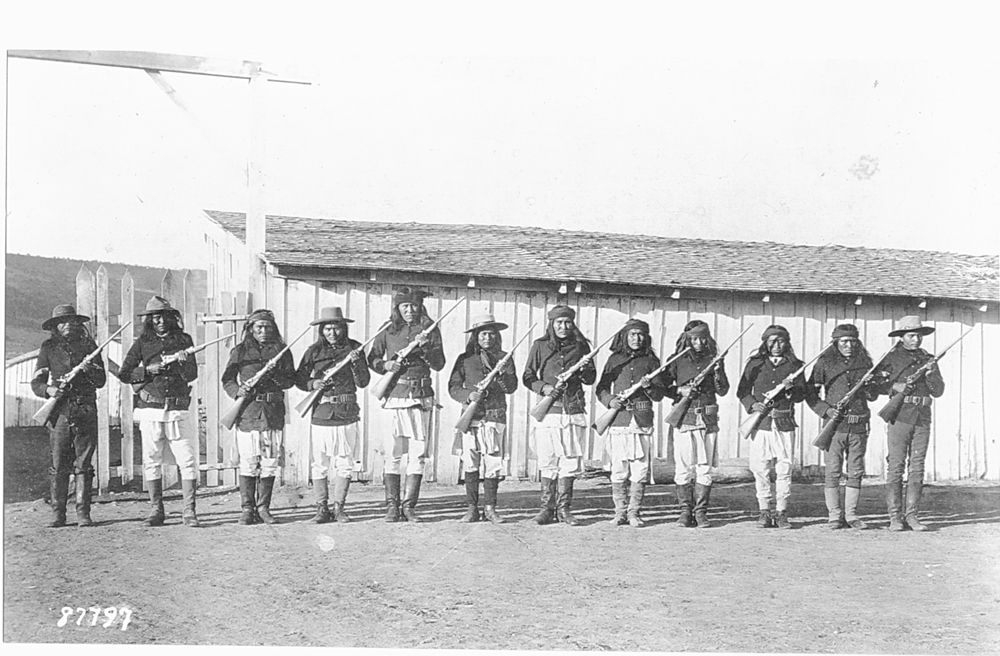
1880年代、整列するアパッチの斥候隊員

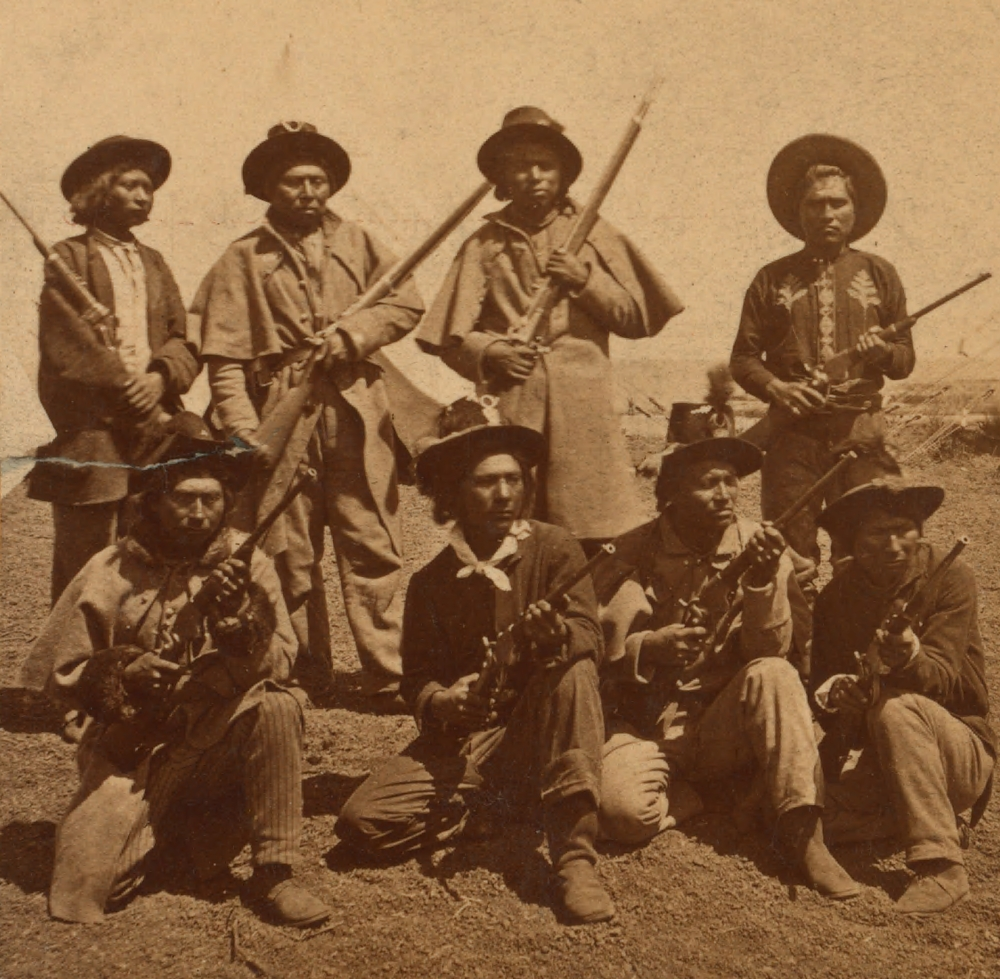
アパッチの斥候隊員

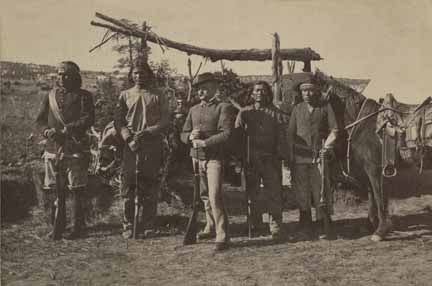
ナバホの斥候隊員

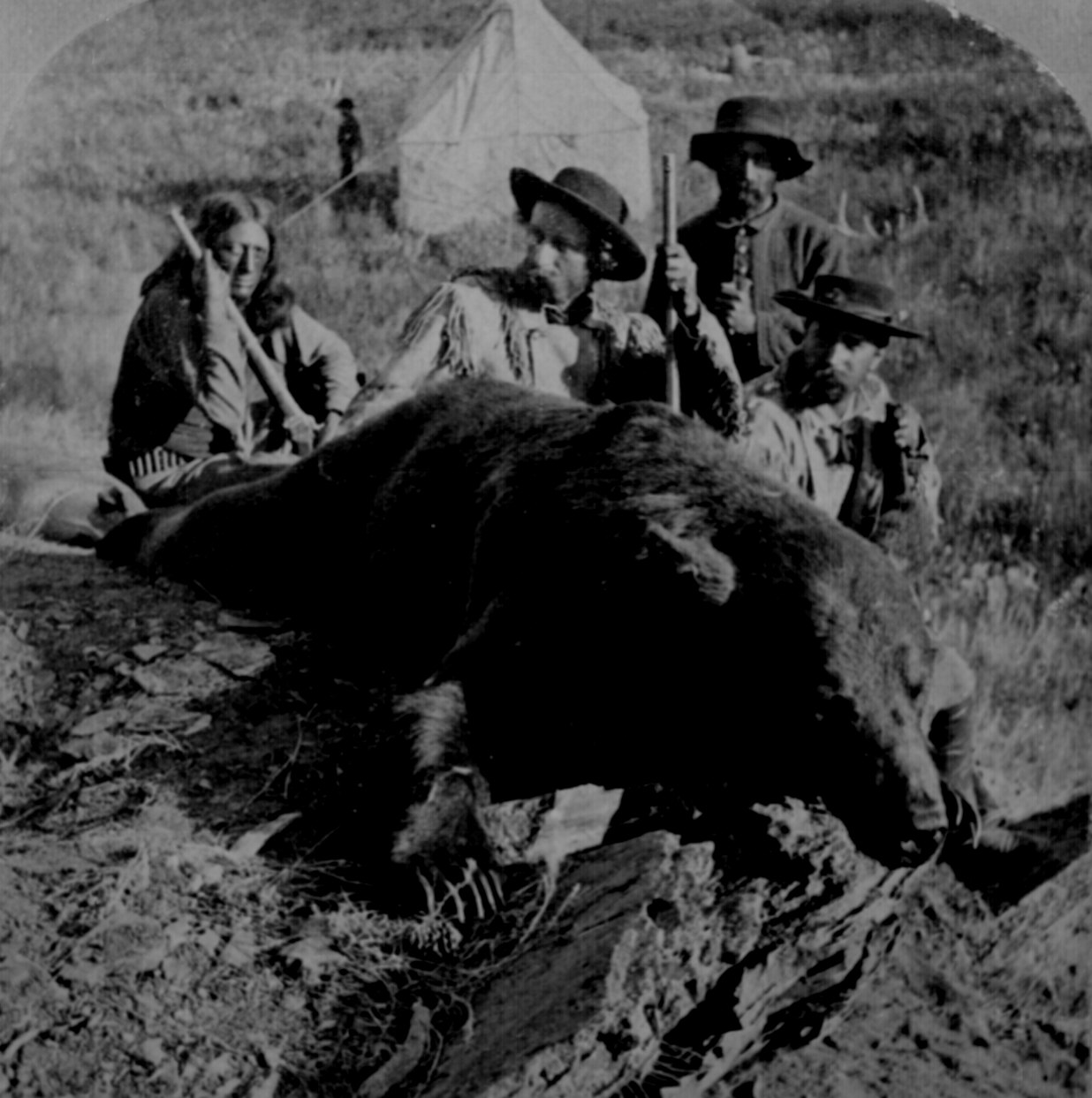
灰色熊を仕留めたカスター。左はカスターの片腕、アリカラ族のブラッディ・ナイフ酋長。ブラッディ･ナイフは、斥候隊員としてカスターの信頼が厚かった。

インディアン斥候隊（英：Indian Scouts）とは、インディアン（ネイティブ・アメリカン）で構成されたアメリカ陸軍の斥候部隊。

## 概要
インディアンと一口に言っても、その内容は多種多様な民族の集まりである。ヨーロッパ人がアメリカ大陸に到来したとき、彼らは互いに同盟、あるいは敵対関係にあった。白人たちが、あるインディアンの一部族を攻撃するとき、その攻撃対象とは敵対する別の部族は、白人の側について参戦することもあった。
白人たちは、こうしたインディアンたちを雇い入れ、軍に組み込んでいった。すでに1636年に発生したピクォート戦争では、イギリス人入植者が、攻撃対象のピクォートと敵対するモヒガンやナラガンセットと同盟を結んで、共に戦っている。
アメリカ陸軍が、正式にインディアン部隊を軍編成に組み込んだのは、1866年7月28日の事である。この日、次のような法令がアメリカ議会で可決された。「大統領は、インディアンを斥候隊として雇用することを承認する。インディアンの人数は1000人を超えない事とする。雇われたインディアンは、騎兵兵士の給料と手当を受け取る。インディアンは　司令官の裁量で雇用あるいは解雇される」
この1866年の合意以前にも、アメリカ軍がインディアンを雇用する事はあったが、彼らはあくまで臨時雇いの扱いであり、兵士では無かった。この法案成立以後、インディアンは、短期間の戦闘時にだけ雇われる者もいれば、正式に兵士として軍に雇用される者もいた。
正式に軍に加わったインディアンたちは、軍の余剰在庫から古い型の制服を与えられた。これらの在庫は様々な時代の者が混ざっていたため、規制は緩く、インディアンの中には伝統衣装を身につける兵士もいた。1870年に、第3騎兵隊のバーク大尉はアリゾナのアパッチの斥候の格好について「ほぼ裸で、彼らの唯一の衣類はモスリンの布、一対の先のとがったモカシンと鷹の羽の帽子」と書き残している。1902年、新しい規則が導入され、インディアン斥候は規則的な新しい制服を受け取った。
インディアン戦争において、インディアン斥候隊は、白人の兵士が何の痕跡も見つけられないような硬い地面からも、馬が通った痕跡を見つけることができたという。また、馬糞の水分量から、馬が通ってからどれくらい経っているのかを知ることもできた。また、インディアンは、足跡と馬の尿の位置から、その馬がオスかメスかも分かったという。インディアンは、男は牡馬に、女は牝馬に乗る習慣があったため、この馬の性別を推測することで、追跡している敵勢に、女が含まれているかどうかも判断できたという。
インディアン斥候隊は頼もしい戦力であったが、アメリカ軍にとって最大の懸念は、インディアンが信用できないということであった。その懸念が現実のものとなった事件が一つある。19世紀、アリゾナ準州でアパッチを攻撃していたアメリカ軍に、反乱が起こった。インディアン斥候隊に属していた3人の兵士がアパッチ出身で、さらに敵方に親族がいたのである。彼ら3人は、親族から味方についてくれるように相談を受け、結果としてその要請を受け入れて、軍に反旗を翻した。彼ら3人は、軍法会議において処刑された。
やがて西部開拓時代が終わり、フロンティアが消滅すると、インディアン斥候隊の必要性も薄らいできた。1891年3月9日に出されたアメリカ軍の一般命令第28号では、斥候隊の兵士を減らすように要請した。1859年から1891年までに戦死した斥候隊の兵士の未亡人は、1917年3月4日の法律の成立により、遺族年金の受給資格を得た。
1947年、アリゾナ州にて最後のインディアン斥候隊の隊員が、軍を退役したとき、インディアン斥候隊は正式に解散した。
最も著名な斥候隊の兵士として、カーリーがいる。彼は第7騎兵連隊に斥候隊として所属しており、リトルビッグホーンの戦いにおいて全滅したカスターの部隊で、唯一、生き残った。アメリカ海軍は、公式サイトにおいて、19世紀から数えて、斥候隊の隊員を含む12人のインディアンが名誉勲章を受賞していると報告している。
なお、男性だけでなく、女性にもアメリカ軍に協力した者はおり、サカガウィアなどが知られている。